# Rüdiger von Fritsch

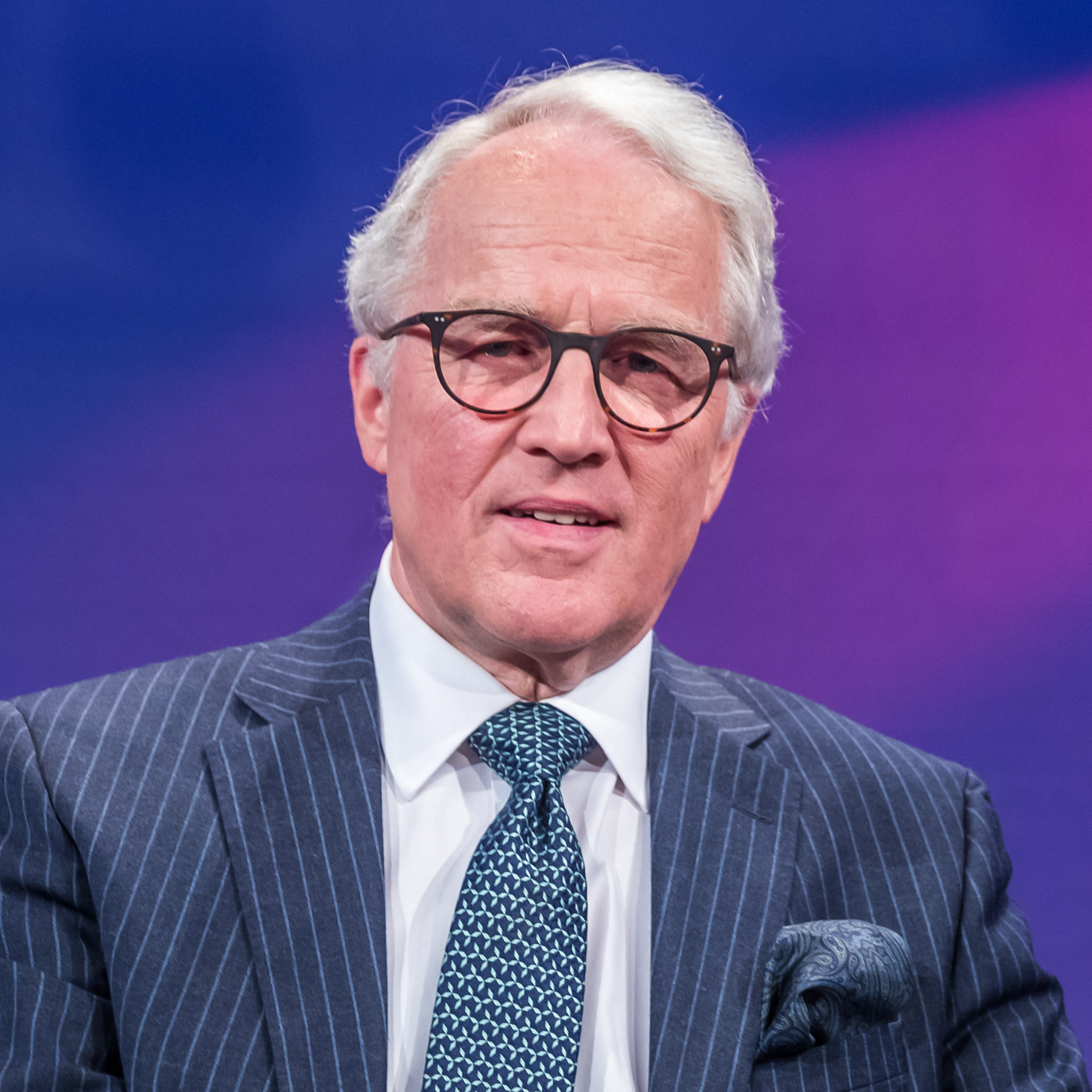
Rüdiger von Fritsch (2025)

Rüdiger Werner Hans-Erdmann Freiherr von Fritsch-Seerhausen (* 28. Dezember 1953 in Siegen) ist ein deutscher Diplomat im Ruhestand und Sachbuchautor. Zuletzt war er von März 2014 bis Juni 2019 Botschafter Deutschlands in Moskau.

## Leben
Rüdiger Freiherr von Fritsch wurde 1953 als Sohn des Kaufmanns Thomas Freiherr von Fritsch (1909–2006) und dessen Frau Astrid-Maria, geb. Baronesse von Hahn (1922–2009) geboren. Er kam 1966 nach Schwäbisch Gmünd, wo er von 1966 bis 1969 das Parler-Gymnasium besuchte. Fritsch legte 1973 an der Internatsschule Schloss Salem das Abitur ab und studierte in Erlangen und Bonn Geschichte und Germanistik. Während seines Studiums war er Stipendiat der Studienstiftung des deutschen Volkes.
1984 trat von Fritsch in den Auswärtigen Dienst ein und war von 1986 bis 1989 als politischer Referent an der deutschen Botschaft in Warschau tätig, unter anderem mit der Aufgabe, den Kontakt zur damals illegalen Opposition zu halten, insbesondere zur Gewerkschaft Solidarność. Von 1989 bis 1992 arbeitete er als Referent für Presse- und Kulturangelegenheiten an der deutschen Botschaft in Nairobi. Nach Verwendungen in der Zentrale des Auswärtigen Amtes (Pressereferat) und an der deutschen EU-Vertretung in Brüssel (1995–1999, deutsches Mitglied der Antici-Gruppe und Verhandlungen zur Vorbereitung der EU-Osterweiterung) leitete er von 1999 bis 2004 den Planungsstab des Bundespräsidenten.
Von 2004 bis 2007 war von Fritsch Vizepräsident des Bundesnachrichtendienstes.
Von 2007 bis 2010 leitete er die Abteilung für Wirtschaft und nachhaltige Entwicklung des Auswärtigen Amtes und war Vertreter des deutschen Sherpas bei den G8-Verhandlungen. Von Juli 2010 bis März 2014 war er deutscher Botschafter in Warschau zur Zeit von Ministerpräsident Donald Tusk und Staatspräsident Bronisław Komorowski. Sein dortiger Nachfolger wurde Rolf Nikel, der bisher Beauftragter der Bundesregierung für Fragen der Abrüstung und Rüstungskontrolle war.
Von 2014 bis zu seinem Ruhestand im Juli 2019 war von Fritsch während der Kanzlerschaft von Angela Merkel und unter den Außenministern Steinmeier, Gabriel und Maas deutscher Botschafter in Russland. Nach der Annexion der Krim 2014 und der Besetzung des Südostens der Ukraine durch Russland war es seine Aufgabe, gegenüber Präsident Putin und seiner Regierung die deutsche und europäische Haltung mit Entschiedenheit zu vermitteln und zugleich im Gespräch mit allen Kreisen der russischen Gesellschaft zu bleiben. Der russische Schriftsteller Wiktor Jerofejew bescheinigt ihm im Rückblick, dies als „herausragender Diplomat“ geleistet zu haben.
Nachfolger wurde ab September 2019 Géza Andreas von Geyr.
2020 wurde von Fritsch Partner der Consultingagentur Berlin Global Advisors.
Seit 2023 ist er überdies Senior Advisor des amerikanischen Beratungsunternehmens McKinsey & Company.
Seit März 2022 ist er Vorsitzender des Vorstandes der ZIS Stiftung für Studienreisen, die zu besonderen Bedingungen Reisestipendien an junge Menschen vergibt.
Seit seinem Ruhestand veröffentlicht von Fritsch Analysen zur internationalen Lage, insbesondere zu Russland und dem russischen Überfall auf die Ukraine 2022 und äußert sich dazu in Interviews und Talkshows und als Vortragsredner.
Rüdiger von Fritsch ist evangelisch. Er ist mit Huberta, geb. Freiin von Gaisberg-Schöckingen verheiratet. Das Paar hat fünf Kinder. Von Fritsch lebt in Schwäbisch Gmünd. Er ist ein Bruder des Managers Wolfram Freiherr von Fritsch, ein Nachfahre von Thomas sowie Jacob Friedrich Freiherrn von Fritsch und ein Großneffe von Werner Freiherr von Fritsch.

## Sachbuchautor
2009 veröffentlichte von Fritsch das Buch Die Sache mit Tom – eine Flucht in Deutschland, das davon berichtet, wie er 1974 gemeinsam mit seinem Bruder Burkhard, einem Vetter und dessen Freunden zur Flucht aus der DDR in die Bundesrepublik verhalf. Das Buch wurde 2012 ins Polnische übersetzt, 2015 ins Russische und 2016 ins Bulgarische. 2024 wurde es unter dem Titel „Endspiel 1974. Eine Flucht in Deutschland“ neu herausgegeben. Der Bayerische Rundfunk zeichnete die Fluchtgeschichte im gleichen Jahr in einer zweiteiligen Fernseh-Dokumentation nach.
2020 legte Rüdiger von Fritsch das Buch vor: Russlands Weg. Als Botschafter in Moskau, in dem er einerseits auf die ereignisreiche Zeit zurückblickt, in der er Deutschland in Russland vertrat. Zum anderen wirft er einen Blick auf das Land und versucht zu erläutern, welchen Weg es geht. Der Historiker Heinrich-August Winkler urteilte: „Ein ebenso anschaulicher wie tiefenscharfer Bericht aus dem Russland Wladimir Putins. Das Buch des langjährigen deutschen Botschafters in Moskau sollte zur Pflichtlektüre für alle Politiker werden.“
Im Mai 2022 erschien von Fritschs Buch Zeitenwende – Putins Krieg und die Folgen. Kurz nach Beginn des russischen Angriffs auf die Ukraine versucht das Buch Antwort zu geben auf die Fragen: Was treibt Wladimir Putin an, was könnte ihn stoppen und was bedeutet sein Krieg für uns? Die Zeit urteilte: „Wer sich über die Hintergründe des russischen Angriffs auf die Ukraine informieren und auch die historischen Zusammenhänge verstehen will, muss dieses Buch lesen.“
Im Mai 2023 folgte das Buch Welt im Umbruch. Was kommt nach dem Krieg? Rüdiger von Fritsch identifiziert darin die Entwicklungslinien der Zukunft – und gibt Antworten auf drängende Fragen: Was kommt nach dem Krieg? Wie wird sich der Konflikt zwischen den USA und China entwickeln? Hat die Globalisierung, so wie wir sie kannten, ein Ende gefunden? Und wie können wir uns als Deutsche und Europäer in dieser Welt im Umbruch behaupten? Die Süddeutsche Zeitung urteilte: „Wieder seziert Fritsch klug und klar die Lage, diesmal der gesamten Welt, und liefert luzide ‘Was bisher geschah’ und ‘Wie es weitergeht’. Abermals erweist sich der Ex-Diplomat als verlässliche, vernünftige Autorität in Sachen Russland/Putin/Ukraine und komplexer Sachverhalte.“
„Russlands Weg“, „Zeitenwende“ und „Welt im Umbruch“ wurden allesamt Spiegel-Bestseller.

## Publikationen (Auswahl)
- Die Sache mit Tom. Eine Flucht in Deutschland. Aufbau Verlag, Berlin 2009, ISBN 978-3-93798-955-6.
- Russlands Weg. Als Botschafter in Moskau. Aufbau Verlag, Berlin 2020, ISBN 978-3-35103-814-4.
- Zeitenwende. Putins Krieg und die Folgen. Aufbau Verlag, Berlin 2022, ISBN 978-3-35104-176-2.[17]
- Welt im Umbruch – was kommt nach dem Krieg? Aufbau Verlag, Berlin 2023, ISBN 978-3-35104-209-7.
- Endspiel 1974. Eine Flucht in Deutschland. Aufbau Verlag, Berlin 2024, ISBN 978-3-35104-237-0.